# Mongol (film)
Mongol (Russisch: Монгол) is een historische dramafilm uit 2007 onder regie van Sergej Vladimirovitsj Bodrov. De film werd geproduceerd in een internationaal samenwerkingsverband door overheden en bedrijven uit Duitsland, Kazachstan, Mongolië en Rusland. De film handelt over het jonge leven van Temüjin, die de geschiedenis inging als Dzjengis Khan.
Mongol werd genomineerd voor onder meer de Oscar voor beste niet-Engelstalige film en European Film Awards voor beste film en beste cinematograaf (Sergej Trofimov & Rogier Stoffers). Meer dan tien andere prijzen werden de film daadwerkelijk toegekend, waaronder de National Board of Review Award voor beste niet-Engelstalige film.
The Great Khan is de voorlopige titel van een tweede film over het leven van Temüjin, die een vervolg zou moeten vormen op Mongol.

## Rolverdeling
| - Tadanobu Asano - Temüjin - Odnyam Odsuren - jonge Temüjin - Honglei Sun - Jamuka - Amarbold Tuvshinbayar - jonge Jamuka - Khulan Chuluun - Börte - Bayertsetseg Erdenebat - jonge Börte - Aliya - Hoelun - Ba Sen - Yesükhei - Amadu Mamadakov - Targutai - He Qi - Dai-Sechen - Ben Hon Sun - Monnik - Ji Ri Mu Tu - Boorchu - You Er - Sorgan-Shira - Batu Huntun - Altan | - Deng Ba Te Er - Daritai - Bao Di - Todoen - Su Ya La Su Rong - Girkhai - Sai Xing Ga - Chiledu - Tegen Ao - Charkhu - Ba Ti - Juchi - Li Jia Qi - Mungun - Bu Ren - Taichar - Ba Yin Qi Qi Ge - Temulun - Ba Te - Khasar - Zhang Jiong - Garrison |